# ورزقان
وَرزَقان (عربی شدهٔ ورزگان) یکی از شهرهای استان آذربایجان شرقی و مرکز شهرستان ورزقان است. این شهر که در ۳۵ کیلومتری اهر، ۶۵ کیلومتری تبریز و ۱۳۵ کیلومتری جلفا واقع شده، از جمله شهرستان‌هایی است که به مرکز استان نزدیک است. در نزدیکی این شهر سد مهمی به نام زرآباد واقع شده است که به‌خاطر لذت ماهیگیری و دل‌انگیز بودن همه‌ساله گردشگران زیادی را به خود جذب می‌کند.
در ۳۰ اردیبهشت ۱۴۰۳، یک بالگرد در نزدیکی شهر سقوط کرد که در آن ابراهیم رئیسی، رئیس‌جمهور ایران، حسین امیرعبداللهیان، وزیر امور خارجه و سید محمدعلی آل هاشم امام جمعه تبریز، مالک رحمتی استاندار آذربایجان شرقی کشته شدند.

## پیشینه

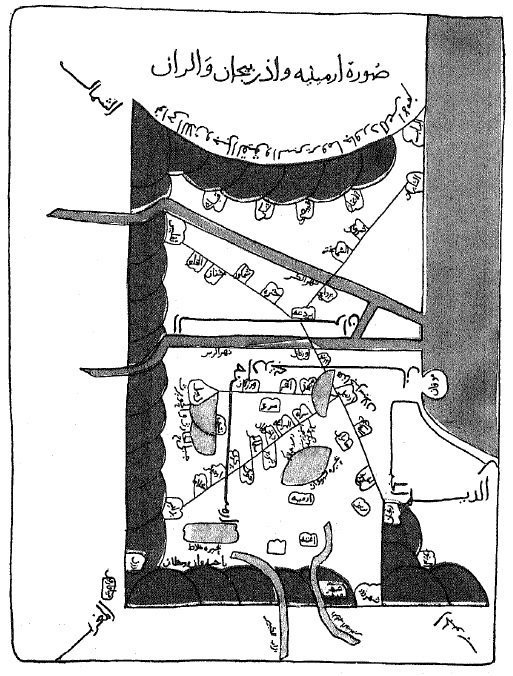
جایگاه ورزگان در قرن چهارم در کنار اهر مشخص است.

قدیمی‌ترین اثری که از ورزقان (ورزگان) نام برده صورة الارض ابن حوقل در قرن چهارم است.
ورزقان پیش‌تر یکی از بخش‌های تابعهٔ شهرستان اهر بوده و ۳۰۰ روستا در تابعیت این بخش بوده‌اند. در این زمان، این بخش جزء بزرگ‌ترین بخش‌های استان آذربایجان شرقی بوده است؛ ولی بعدها بخش‌هایی از آن به شهرستان‌های جلفا، هریس و تبریز ملحق شدند و شمار روستاهای آن به ۱۶۴ روستا کاهش یافت.
به هنگام تشکیل شهرستان جلفا در دههٔ ۱۳۶۰ خورشیدی، بخشی از منطقهٔ دیزمار (دهستان دیزمار غربی) شامل شهر سیه‌رود و روستاهای تابعهٔ آن، از بخش ورزقان جدا شده و به شهرستان جدیدالتأسیس جلفا پیوستند.
همچنین دهستان خواجه که یکی از دهستان‌های تابعهٔ بخش ورزقان بوده، به بخش تبدیل شد. سپس بخش تازه‌تأسیس خواجه به شهرستان هریس پیوست و به‌عنوان دومین بخش این شهرستان شناخته شد.
دهستان اسپران به مرکزیت روستای ینگی‌اسپران نیز پیش‌تر از دهستان‌های جنوبی بخش ورزقان اهر بوده که در تقسیمات جدید کشوری و هم‌زمان با مستقل‌شدن شهرستان‌های آذرشهر و اسکو از شهرستان تبریز، به این شهرستان پیوست و از دهستان‌های تابعهٔ بخش مرکزی شهرستان تبریز شد.

## مردم
مردم ورزقان اصالت آذربایجانی دارند و به زبان ترکی آذربایجانی صحبت می‌کنند.
شغل بیشتر مردم ورزقان کشاورزی و دامداری و همچنین معدنکاری است؛ همچنین عده‌ای در مراکز دولتی مستقر در این شهر مشغول به کار هستند. این منطقه بزرگ‌ترین قطب تولید عدس و سومین قطب تولید عسل در سطح استان آذربایجان شرقی است.

## آب و هوا
ورزقان در منطقه‌ای کوهستانی واقع شده و دارای تابستان‌هایی معتدل و زمستان‌هایی سرد است. ورزقان در میان جنگل‌های ارسباران واقع شده است. منطقه ای کوهستانی است و اطراف آن را کوه‌های آق داغ، مشک عنبر، کمتال، جوشون، جله داغ، ایری داغ، کیامکی، خاروانا و پیرسقا فرا گرفته‌اند.

## گردشگری
در سالیان اخیر سد ورزقان تبدیل به بهشت عاشقان ماهیگیری شده است؛ به‌طوری‌که از مناطق مختلف استان برای تفریح و ماهیگیری به این منطقهٔ زیبا مراجعه می‌کنند.
- منطقه گردشگری چیچکلی (در ۳۵ کیلومتری شمال غرب ورزقان)،
- مسجد جامع خاروانا (مربوط به به سده‌های ۶ و ۷ هجری قمری)
- خانه امیر ارشد یا داش‌ساختمان (در ۱۲ کیلومتری غرب ورزقان)
- کتیبه میخی سقندل (در ۵ کیلومتری ورزقان)
- آبشار گل‌آخور (با ارتفاع ۱۲ متر)
- قلعه تاریخی جوشین (در ۲۶ کیلومتری غرب ورزقان (به احتمال زیاد مربوط به زمان مادها)
- قلعه و آبگرم درمانی
- امامزاده سیدخلیل جوشین
- گنبد الله‌الله (مربوط به اواخر دوره ایلخانان مغول تا صفویه)
- روستای آستمال (با قدمت چند هزار ساله)
- تپه داش‌باشی یا ارمنی گوللویی
- قلعه کندی‌بولاغ
- قلعه داشی
- قلعه اژدها داشی
- گورستان سقای
- قلعه سرخه دیزج و تپه الله‌لو (همگی با قدمت هزاره اول قبل از میلاد)
- سد حاجیلار و ن
- طبیعت گردی آقبلاغ سفلی روستای محمد قلی خان سومین سپهپد ایران زمین
- یروگاه هیدروالکتریک سد حاجیلار

## جمعیت
طبق آخرین تقسیمات کشوری، شهرستان ورزقان دارای دو بخش به نام‌های مرکزی (شامل دهستان‌های ازومدل جنوبی، ازومدل شمالی، بکرآباد و سینا) و خاروانا (شامل دهستان‌های دیزمار مرکزی، جوشین و ارزیل)، دو نقطه شهری به نام‌های ورزقان و خاروانا و ۱۶۳ روستا است.
براساس نتایج سرشماری عمومی نفوس و مسکن در سال ۱۳۹۰، جمعیت شهرستان ورزقان در حدود ۴۵ هزار و ۷۰۸ نفر (۱٫۲ درصد جمعیت استان) و جمعیت مرکز این شهرستان ۵ هزار و ۳۸۵ نفر برآورد شده است. جمعیت شهری این شهرستان ۶ هزار و ۷۵۸ نفر و جمعیت روستایی آن ۳۸ هزار و ۹۵۰ نفر و تعداد خانوار آن ۱۲ هزار و ۲۴۴ خانوار است.